# Осувець (Слупецький повіт)
Осувець (пол. Osówiec) — село в Польщі, у гміні Орхово Слупецького повіту Великопольського воєводства.
Населення — 380 осіб (2011).
У 1975-1998 роках село належало до Конінського воєводства.

## Демографія
Демографічна структура станом на 31 березня 2011 року:
|          | Загалом | Допрацездатний вік | Працездатний вік | Постпрацездатний вік |
| -------- | ------- | ------------------ | ---------------- | -------------------- |
| Чоловіки | 191     | 27                 | 147              | 17                   |
| Жінки    | 189     | 39                 | 104              | 46                   |
| Разом    | 380     | 66                 | 251              | 63                   |